# Wafa Cherif
Wafa Cherif (arabe : وفاء شريف), née le 6 avril 1986, est une handballeuse tunisienne. Elle mesure 1,81 m pour 69 kg.